# La Tauromaquia (Picasso)

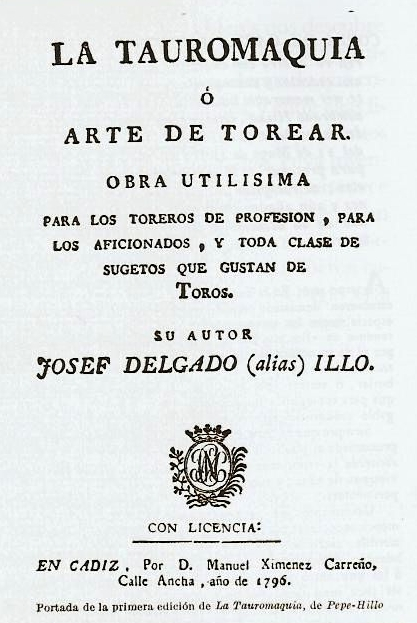
Édition originale du texte La Tauromaquia de Pepe Hillo (1796).

La Tauromaquia est un livre écrit par le torero José Delgado alias Pepe Hillo (aussi orthographié Illo) en 1796, illustré par Pablo Picasso en 1957, et publié par Gustavo Gili, à Barcelone, en 1959.
Quatre ans plus tard, Picasso a tiré un deuxième ouvrage illustré du même texte de Pepe Hillo, El Carnet de la Tauromaquia, publié en 1963 chez le même éditeur de Barcelone. 
Le titre complet du manuel de Pepe Hillo est : La Tauromaquia o arte de torear, obra utilsima para los toreos de profesión, para los aficionados, y para toda clase de sujetos que guten de toros por Josè Delgado alias Pepe Illio (« La Tauromachie ou l'art de toréer, œuvre extrêmement utile pour les toreros professionnels, pour les aficionados, et pour toutes les catégories de gens qui aiment les taureaux, par Josè Delgado alias Pepe Hillo »). C'est une sorte de manuel théorique et pédagogique de la tauromachie.

## La Tauromaquiade Goya

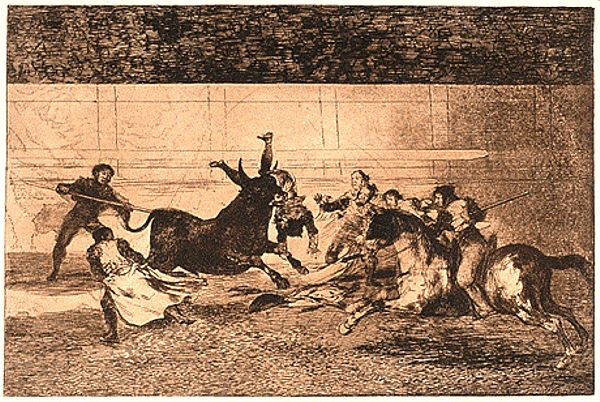
Mort de Pepe-Hillo, gravure de La Tauromaquia de Goya.

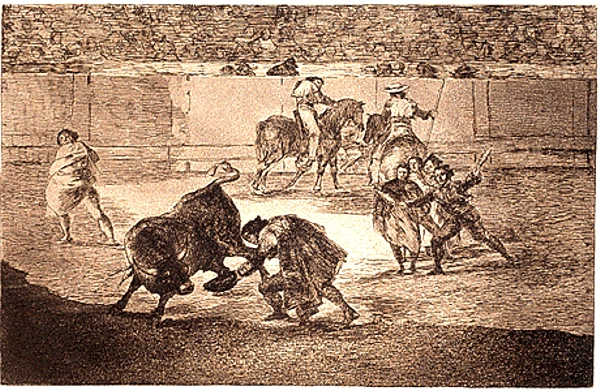
Pepe-Hillo saluant le taureau de Francisco de Goya, eau forte de La Tauromaquia.

L'artiste du XXe siècle a eu un illustre prédécesseur sur le même sujet avec Francisco de Goya et sa Tauromaquia publiée entre 1815 et 1816. Bien qu'il s'en soit beaucoup défendu, parce que les critiques espagnols le surnommaient « le petit Goya », Picasso a été très inspiré par les 33 gravures de Goya.
Grand amateur de tauromachie, Goya déclarait en 1771 à son ami le poète Moratín :
« Dans mon temps, j'ai su toréer, et je ne crains personne avec une épée à la main. »
Il s'est d'ailleurs lui-même peint en torero dans le tableau La Novillada (1779-1780).
La réalisation des gravures de sa Tauromaquia s'est étalée sur plusieurs années. Vers 1777, Goya voulait déjà montrer l'histoire et l'évolution de la corrida, inspiré en cela par la Charte sur l'origine et l'évolution des courses de taureaux en Espagne de son ami Moratín. Ce n'est qu'après la parution du livre de Pepe Hillo qu'il a développé ce qui n'était encore qu'un projet ébauché de quelques gravures.
Outre les 33 eaux fortes, aquatintes et pointes sèches de l'ouvrage final, onze autres devaient s'y ajouter, mais Goya les a écartées les jugeant défectueuses.

## LaTauromaquiade Picasso
Tout comme celle de Goya, l'œuvre de Picasso est imprégnée de tauromachie depuis son enfance, où il suivait à Malaga avec son père les corridas. Il n'a ensuite jamais cessé de se passionner pour les courses de taureaux, et il a entraîné dans son sillage tout un monde d'artistes et d'intellectuels : Georges Braque, Max Jacob, Paul Éluard Jean Cocteau, René Char, Henry de Montherlant.

### Historique
La Tauromaquia a été commandée à Picasso par l'éditeur Gustavo Gili-père en 1927 pour sa collection de bibliophilie ediciones de la Cometa . 
L'artiste fait allusion à la collection de bibliophilie la Cometa, dans une pointe sèche de 1959 représentant un cerf-volant (cometa en espagnol). Pour cette commande, Picasso a produit plusieurs gravures dont deux ont servi à illustrer Le Chef-d'œuvre inconnu de Balzac avec une préface d'Henry de Montherlant.
Pourtant, Picasso n'avait pas livré à l'éditeur un matériau suffisant pour publier un livre de bibliophilie. En 1956, Gustavo Gili-fils, également éditeur, rappelle à Picasso la promesse qu'il a faite à son père. L'année suivante, au printemps  1957, à Cannes, l'artiste exécutera cette commande : inspiré par la corrida de Pâques à Arles, à laquelle il vient d'assister, Picasso dessine, à même le cuivre, un sténogramme d’ombres et de lumière, version moderne de La Tauromaquia de Goya. 
Accompagné de 26 aquatintes, le texte de Pepe Hillo devient un livre d'art publié à Barcelone, en 1959. Il est un des plus connus de l'artiste avec Toros y toreros et Le Carmen des Carmens. Dans la compilation Goeppert-Cramer, Pablo Picasso : les livres illustrés, on le retrouve cité dans plus de trente-cinq catalogues d'exposition et ouvrages de référence. 

### Description
Le livre a été publié en In-2 oblong, format 355 × 500 mm, avec une chemise en carton, recouverte de parchemin, imprimée en or pour les 30 premiers exemplaires. Il comporte une pointe sèche sur la couverture, 26 aquatintes au sucre et 2 aquatintes au sucre supplémentaires pour les suites des 12 premiers exemplaires. Douze suites des 26 aquatintes ont été également tirées sur japon ancien, signées au crayon rouge par l'artiste, et 12 épreuves des 2 aquatintes supplémentaires sur japon nacré.
Le livre a été imprimé le 25 octobre 1959 par Alianza de Artes Grafica, Barcelone, pour le texte et la typographie. Par Talleres de Jaume Pla, Barcelone, pour la pointe sèche. Les aquatintes ont été imprimées par l'atelier Lacourière à Paris. Il a été tiré à 263 exemplaires sur vélin de Guarro avec un motif de tête de taureau en filigrane, dessiné par l'artiste, 2 exemplaires avec une suite des 26 aquatintes sur papier Chine, une suite des 28 aquatintes sur japon ancien et 220 exemplaires numéros de 31 à 250 (parmi lesquels 3 exemplaires pour la bibliothèque de Madrid et un pour celle de Barcelone). L'achevé d'imprimer mentionne à tort que tous les exemplaires sont signés au crayon par l'artiste. Un certain nombre d'entre eux ne le sont pas (on ignore combien),.

## El Carnet de la Tauromaquia
En 1963, Picasso revient de nouveau sur le texte de Pepe Hillo en illustrant El Carnet de la Tauromaquia (éditions Gustavo Gili, Barcelone),, ouvrage In-4 en deux volumes sous couverture rouge, avec une pointe sèche sur Japon Ancien justifiée à 20 exemplaires. Imprimé le 25 octobre 1963, l'ouvrage a été tiré à 850 exemplaires dont vingt numéros de 1 à 20, 820 numéroté de 21 à 840, et dix exemplaires pour les collaborateurs
Ce carnet est un don amical que Picasso a fait à son éditeur. Gili avait appris que, lors d'une corrida à Arles au printemps 1957, Picasso avait fait cadeau à un torero d'une montre qui lui avait été offerte par Jacqueline Roque. Gili s'est empressé d'acheter le même modèle et de l'envoyer à Picasso, qui, à son tour, a voulu remercier l'éditeur. Il a pris un petit carnet de poche, identique à celui qu'il utilisera plus tard pour le Carnet de poche de Picasso et il a pioché dans le texte de Pepe Hillo  en choisissant des scènes de Tauromaquia qu'il illustra au pinceau, avec un allusion à la montre de Gili sur la première page. 
Gili a publié le carnet en fac-similé le 25 octobre 1963, avec une édition en espagnol et une en français, enrichi de deux articles supplémentaires dont un rédigé par lui-même, l'autre par Bernhard Geiser qui raconte la saga de la Tauromaquia depuis 1927 jusqu'en 1963,.
Parmi les innombrables livres illustrés par Picasso, La Tauromaquia est le plus rare et le plus cher : en 2007, il a été vendu aux enchères à Paris, pour 63 000 €.